# Burnelli CB-16
Die Burnelli CB-16 war ein Passagierflugzeug des US-amerikanischen Herstellers Burnelli Corporation aus dem Jahr 1928. Nach dem Doppeldecker RB-1, den Vincent Burnelli 1921 auf der Grundlage seines unkonventionellen Auftriebsrumpfkonzepts (Lifting Fuselage) konstruierte, war dies der erste Eindecker nach diesem Konzept.

## Geschichte
Die CB-16 wurde 1928 im Auftrag von Paul W. Chapman, einem Bankier und Präsident der Sky Lines Inc. gebaut. Die Konstruktion beansprucht für sich in einigen Disziplinen Erstleistungen vollbracht zu haben. Dazu gehört, das erste zweimotorige Flugzeug mit Einziehfahrwerk gewesen zu sein, genauso wie die Leistung als erstes zweimotoriges Flugzeug bei maximalem Startgewicht auch bei Ausfall eines Motors die Flughöhe beibehalten zu können.
Gebaut wurde die CB-16 (Zulassung X-118E) im Aeromarine-Werk in Keyport (New Jersey), wo Burnelli entsprechenden Hallenplatz und die notwendigen Werkzeuge gemietet hatte. Nach der Fertigstellung wurde die Maschine per Schiff zum noch im Bau befindlichen Flughafen Newark transportiert. In der Weihnachtswoche 1928 führten Leigh Wade und James Doolittle den erfolgreichen 40-minütigen Erstflug durch.
Die weitere Flugerprobung wurde auf dem Curtiss Field (Long Island) und dem Bolling Field (Washington) durchgeführt. Hierbei stand die Funktionsfähigkeit des einziehbaren Fahrgestells und die Beherrschung des Einmotorenflugs im Vordergrund. Auf einem dieser Flüge kam es beim Start und bei voller Besetzung mit Passagieren zu einem Motorausfall. Die Maschine konnte jedoch auf 1000 ft steigen und mit nur einem laufenden Motor ohne Zwischenfälle die Landung durchführen.
Während des Jahres 1929 stellte der Eigentümer Paul Chapman die Maschine für Versuche mit dem Cabot Adams System zur Verfügung. Es handelte sich hierbei um ein Verfahren zur Aufnahme von Briefpost auf offener See, von dem damals größten amerikanischen Passagierdampfer Leviathan. Bei Versuchen in Keyport (New Jersey) kam es zum Absturz der Maschine, weil offensichtlich bei der Wartung die Kabel für die Querruderbedienung falsch angeschlossen wurden. Die beiden Piloten überlebten – nicht zuletzt dank der robusten Konstruktion – unverletzt.

## Konstruktion
Die CB-16 war als zweimotoriger Hochdecker in Ganzmetallausführung konzipiert. Der Aufbau der Tragflächen nach Burnellis Plänen bestand aus fünf „Formrippen“, diese trugen querlaufende Stringer, die von einer Flügelspitze zur anderen reichten. Dieser Aufbau war mit „geriffeltem“ Duralumin-Platten („Wellblech“) beplankt. Starke stromlinienförmig ausgebildete Streben stützten die Tragflächen gegen den Rumpf ab. Die Rumpfoberseite und die Tragflächen lagen ohne Versatz in einer Ebene.
Der Rumpf hatte eine Länge von 11,00 m (36 ft) und war 3,70 m (12 ft) breit. Nach überschlägigen Berechnungen reduzierte sich die Landegeschwindigkeit durch die besondere Burnelli-Auslegung des Rumpfes um etwa 12 %. Der konstruktive Aufbau des Rumpfes bestand aus einem Gitterrumpf, der wie die Tragflächen mit „Wellblech“ beplankt war. Neuartig war die Motorbefestigung aus Stahlrohren, die nach außen weggeschwenkt werden konnte und damit den Motoraus- und -einbau wesentlich erleichterte. Beide Motoren waren während des Fluges von innen zugänglich.
Die in der Grundfläche 5,50 × 3,46 m (18 ft × 11 ft 4 in) große Kabine war 1,65 m (5 ft 6 in) hoch und selbst nach heutigen Maßstäben luxuriös ausgestattet. Die bis zu 20 Passagiere saßen in drehbaren Polstersitzen, die zusätzlich vollständig zurückklappbar waren. In der Kabinenmitte gab es eine Lounge, im hinteren Teil war eine Bordküche eingerichtet, ausgestattet mit einem Kühlschrank und einer Kochplatte. Ebenfalls war ein Waschraum mit fließendem Wasser vorhanden. Der Flugkomfort sollte durch den Einbau einer Balsaholzverkleidung zusammen mit motorseitigen Schallschutzmaßnahmen erhöht werden. Der Hersteller behauptete, die Geräuschbelastung in der Kabine sei nicht höher als in einem Auto.
Lediglich die in einem unverkleideten Cockpit sitzenden Piloten waren nach wie vor den Wettereinflüssen ungeschützt ausgesetzt.
Die Kosten für die Maschine betrugen 230.000 US-Dollar, wovon 80.000 Dollar Konstruktions- und Entwicklungskosten waren.

## Technische Daten

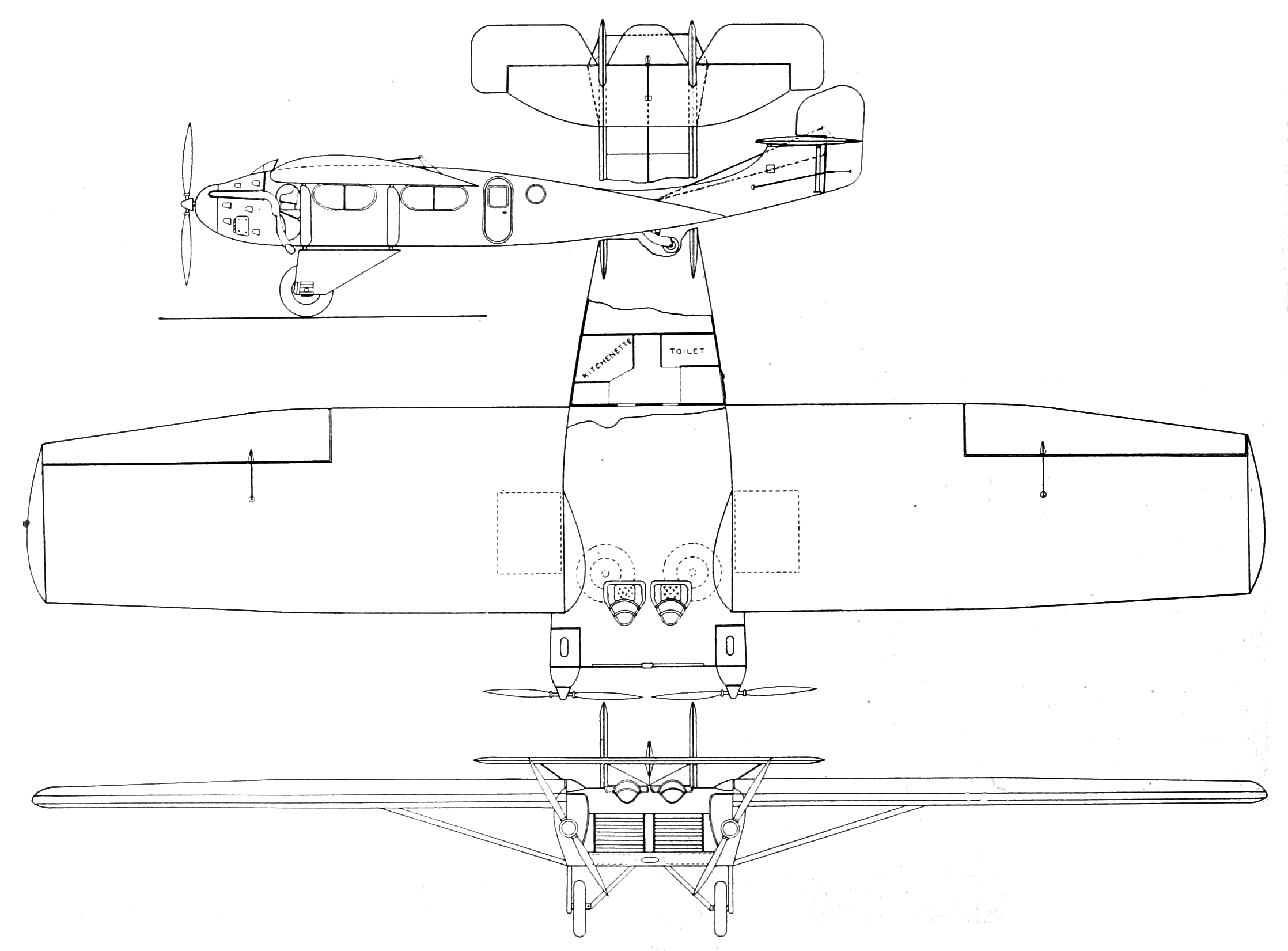
Dreiseitenansicht Burnelli CB-16

| Kenngröße            | Daten                                        |
| -------------------- | -------------------------------------------- |
| Besatzung            | 2                                            |
| Passagiere           | max. 20                                      |
| Länge                | 14,00 m (45 ft 11 in)                        |
| Spannweite           | 27,40 m (89 ft 11 in)                        |
| Reisegeschwindigkeit | 185 km/h (115 mph)                           |
| Reichweite           | 1290 km (800 mi)                             |
| Tankinhalt           | 3790 l (1000 gal)                            |
| Triebwerke           | 2 × Curtiss Conqueror mit je 500 PS (368 kW) |